# Тушин
 Тази статия е за селото в Егейска Македония, Гърция,.  За града в Полша вижте Тушин (Полша).  
Тушин или Тушим (на гръцки: Αετοχώρι, Аетохори, катаревуса: Αετοχώριον, Аетохорион, до 1925 година Τούσιν или Τούσιανη, Тусин, Тусяни) е село в Егейска Македония, Гърция, в дем Мъглен (Алмопия), административна област Централна Македония.

## География
Тушин е разположено в североизточната част на котловината Мъглен (Моглена), на 680 m надморска височина в югоизточното подножие на планината Пиново. Отдалечено е на 18 km северно от демовия център Къпиняни (Ексаплатанос).

## История

### В Османската империя
„На въпроса ми, относително пѣсни и приказки, казаха ми да се обърна къмъ влашкия учитель при гръцкото училище въ българското село Пушинъ. Върнахъ се обратно въ Нонте, обѣдвахъ съ Мустафа бей и за единъ часъ отъ тукъ стигнахъ въ Пушинъ. Това е единственното българско село въ Влахо-Меглени. Намѣрихъ учителя и той, дѣйствително, прѣдстави ми едно дълго стихотворение, което научилъ отъ баба си. То прѣдаваше въ фантастична форма дохожданието на Римлянитѣ въ Дакия и Турция. Езикътъ му бѣше смѣсь отъ дако-ромѫнски съ тамошния диалектъ. Учительтъ скоро се призна, че самъ той е съчинителя на това стихотворение. Той билъ дълго врѣме въ единъ ромѫнски манастиръ въ Атонъ и тамъ се запозналъ съ ромѫнския езикъ и история.“
Според преданието селото е основано от Димитър, брата на потурчилия се мъгленски митрополит от Нъте Йоан. Според друго предание селото е основано от някой си Туши от напуснатото поради разбойничество по-южно село Орляк.
В османски данъчни регистри на немюсюлманското население от вилаета Селяник и казата Йенидже Вардар от 1632-1633 година е отбелязано село Тушиме със 120 джизие ханета (домакинства).
През 1858 година в гръцкото училище в селото по настояване на местните жители започва да се изучава български език. По-късно в 1879 година се открива българско училище, като инициатори са първенците на селото Траю Праматаров и Иван Стойков.
Александър Синве („Les Grecs de l’Empire Ottoman. Etude Statistique et Ethnographique“), който се основава на гръцки данни, в 1878 година пише, че в Туска (Touska), Мъгленска епархия, живеят 720 гърци. В „Етнография на вилаетите Адрианопол, Монастир и Салоника“, издадена в Константинопол в 1878 година и отразяваща статистиката на населението от 1873, Тушин (Touchine) е посочено като село във Воденска каза с 60 къщи и 283 жители българи.
В селото в 1895 – 1896 година е основан комитет на ВМОРО. През октомври 1897 година революционерът Аргир Манасиев, учител в Смоквица, заедно с Пере Тошев заздравява селския комитет. Манасиев пише за Тушин:
| „ | То е чисто българско село, граничещо със с. Нъте, Гевгелийско, голямо помашко село в Мъгленската котловина. Там устроихме събрание и запознахме с организационните работи онези, които бяха вън от редовете на организацията. | “ |

Според статистиката на Васил Кънчов („Македония. Етнография и статистика“) в 1900 година в Тушимъ живеят 1200 българи християни.
Селото пострадва силно по време на Илинденско-Преображенското въстание в 1903 година.
Цялото население на селото е под върховенството на Българската екзархия. Според секретаря на Екзархията Димитър Мишев („La Macédoine et sa Population Chrétienne“) в 1905 година в Тушим (Touchim) има 1344 българи екзархисти и в селото работи българско училище.
Екзархийската статистика за Воденската каза от 1912 година сочи Тушин с 1150 жители българи християни.
При избухването на Балканската война в 1912 година 16 души от Тушин са доброволци в Македоно-одринското опълчение.

### В Гърция
По време на войната в селото влизат гръцки части, а след Междусъюзническата Тушин попада в Гърция. По време на войната в селото се води четиричасово сражение между части от Сборната партизанска рота на Македоно-одринското опълчение и гръцка войска и полиция. Шестима гръцки войници са пленени.
В 1916 година, по време на Първата световна война, българските военни власти евакуират населението в Тиквеш и в старите предели на Царството. След войната се връщат само част от жителите и в 1920 година селото има само 520 жители. Останалите семейства от Тушин се установяват в Горна Джумая – 30 семейства, Стара Загора – 30 семейства, Станимака – 10 семейства и Гевгели – 30 семейства.
Боривое Милоевич пише в 1921 година („Южна Македония“), че Тушум има 160 къщи славяни християни.
В 1924 година от селото емигрират в България по официален път още 33 души. Гръцките власти заселват в селото 29 гърци бежанци, половината от които по-късно се изселват. В 1925 година името на селото е сменено на Аетохори, в превод Орлово село. В 1928 година в селото е смесено местно-бежанско с 10 бежански семейства и 32 жители бежанци.
Според статистиката на Народоосвободителния фронт от 1947 година в селото има само 18 бежанци. Селото пострадва силно от Гражданската война в Гърция – по-голямата част от жителите му бяга в Югославия, а по-малката е преселена от властите във Фущани. След нормализацията на обстановката, селото не е обновено веднага.
Селото традиционно се занимава със скотовъдство и в по-малка степен със земеделие като се произвеждат предимно картофи.
| Година    | 1913 | 1920 | 1928 | 1940 | 1951 | 1961 | 1971 | 1981 | 1991 | 2001 | 2011 | 2021 |
| --------- | ---- | ---- | ---- | ---- | ---- | ---- | ---- | ---- | ---- | ---- | ---- | ---- |
| Население | 1057 | 520  |      | 1015 | 0    | 168  | 147  | 79   | 69   | 62   | 25   | 22   |

## „Свети Димитър“
Основната забележителност на Тушин е църквата „Свети Димитър“, строена в 1842 година и изписана от зографи от Крушево. Към църквата е построена четириетажна камбанария.

## Личности
Родени в Тушин
- Атанас Иванов, български революционер[20]
- Атанас Николов Дангалаков (1872 – 1913), деец на ВМОРО[20][21]
- Атанас Танасока, български революционер, деец на ВМОРО[10]
- Вангел Иванов (1871 - ), български революционер, гевгелийски войвода на ВМОК[20]
- Георги Иванов Грозев, български революционер,[10][20] четник на Аргир Манасиев[22]
- Георги Иванов Костов, български революционер[20]
- Георги Лимонов, български революционер, деец на ВМОРО[10]
- Георги Христов Керов, български революционер от ВМОРО[23]
- Гьошо Кьосев, български революционер, убит при Габрово, Горноджумайско[20]
- Дельо Петров[20] Тушински, български революционер, гевгелийски войвода на ВМОРО в 1915 година[24][25]
- Димитър (Митре) Кръстев Болчуков, български революционер,[20] четник на Аргир Манасиев[22]
- Димитър Мисата, български революционер[20]
- Димитър Тушински, български революционер от ВМОРО, мъгленски войвода през 1906 година,[25] вероятно идентичен с Димитър Болчуков, Димитър Мисата или Димитър Керов
- Димитър Христов Керов, български революционер от ВМОРО[23]
- Иван Грозев, български революционер, деец на ВМОРО[10]
- Иван Любомов (? – 1900), български революционер, деец на ВМОРО, убит на 2 декември 1900 година в Горгопик[20]
- Кольо Гогчев, български революционер, деец на ВМОРО, убит при Бабяни[20]
- Коста Димитров Стафидов, български революционер, деец на ВМОРО, убит при Градобор[20]
- Митре Георгиев, български революционер от ВМОРО, четник на Аргир Манасиев[22]
- Нако (Атанас) Колев Стоев – Шоколада (1916 – 1942), български комунистически деец, секретар на ОК на РМС Стара Загора[26]
- Никола Минов, български революционер, деец на ВМОРО, убит при Тумба[20]
- Петър Иванов, български революционер, деец на ВМОРО[10]
- Стойко Иванов Юруков (? – 1905), български революционер, деец на ВМОРО, убит при Лесково на 21 март 1905 година[10][20]
- Стоян Георгиев Шумков (Шумов), български революционер,[10][20] четник на Аргир Манасиев[22],  македоно-одрински опълченец, Сборна партизанска рота на МОО[27]
- Тодорчо, заместник на Лука Иванов след смъртта му, убит от завист от Иванчо Христов и Никола Иванов Кулиман[28]
- Толе Стоянов, български революционер, деец на ВМОРО, убит при Радня, Тиквеш[20]
- Христо Иванов Грозев, български революционер,[10][20] четник на Аргир Манасиев[29]
- Христо Траев Тоцев, български революционер, деец на ВМОРО[10]
- Христо Петров, български революционер от ВМОРО, четник на Михаил Чаков[30]

Починали в Тушин
- Дино Диновски (? – 1902), български революционер, гевгелийски войвода на ВМОРО
- Димитър Берберовски (1921 – 1944), югославски партизанин и деец на НОВМ
- Димитър Петров Дрънков, български военен деец, капитан, загинал през Първата световна война[31]